# Shannon Tweed
Shannon Lee Tweed Simmons (ur. 10 marca 1957 w St. John’s w Kanadzie) – kanadyjska aktorka i producentka filmowa i telewizyjna, modelka (178 cm wzrostu).

## Życiorys
Urodziła się w St. John’s w Nowej Fundlandii i Labradorze jako córka Donalda Keitha Tweeda, hodowcy norek, i Louise (z domu Wall) Tweed. Dorastała w Whitbourne wraz z sześciorgiem rodzeństwa – trojgiem braci i trzema siostrami. 
Gdy jej ojciec zapadł w śpiączkę po wypadku samochodowym, jej rodzina przeniosła się do domu matki w Saskatoon, w prowincji Saskatchewan, gdzie ukończyła pielęgniarstwo w Mount Royal Collegiate. Po operacji powiększania piersi w wieku 20 lat, w 1977 zdobyła tytuł Miss Ottawa Valley i zajęła czwarte miejsce podczas wyborów Miss Kanady. Wygrała też kanadyjski festiwal piosenki, śpiewając przebój „I Honestly Love You” z repertuaru Olivii Newton-John. 
Wzięła udział w serialu Thrill of a Lifetime. W listopadzie 1981 była Dziewczyną Miesiąca magazynu erotyczno-publicystycznego dla panów „Playboy”. Rok później została wybrana na Dziewczynę Roku „Playboya”. 
Swoją karierę aktorską rozpoczęła od udziału w sitcomie HBO Jeden plus dziesięć (1st and Ten). Występowała potem w komedii CBS Drop-Out Father (1982) z Dickiem Van Dyke i Mariette Hartley, operze mydlanej CBS Falcon Crest (1982-83) jako Diana Hunter, operze mydlanej NBC Dni naszego życia (Days of Our Lives, 1985-86) jako Savannah Wilder, a także w dreszczowcach erotycznych, filmach akcji klasy B i serialu Frasier (1995, 2001).

## Życie prywatne
W latach 1976–1980 spotykała się z kanadyjskim piłkarzem Ronem Foxxem. W latach 1981–1983 mieszkała w Playboy Mansion przez ok. 14 miesięcy jako partnerka założyciela „Playboya”, Hugh Hefnera.
25 sierpnia 1983 związała się z Gene’em Simmonsem z zespołu KISS.  Mają dwójkę dzieci: syna Nicolasa (ur. 22 stycznia 1989) i córkę Sophie (ur. 7 lipca 1992). Po 28 latach w nieformalnym związku, para wzięła ślub 1 października 2011.